# مانه تاندیلیان
مانه تاندیلیان (Մանե Վանյայի Թանդիլյան؛ زادهٔ ۳ آوریل ۱۹۷۸) یک سیاست‌مدار اهل ارمنستان است. وی نماینده دوره‌های ششم و هفتم مجلس ملی جمهوری ارمنستان بوده است. تاندیلیان از ۱۲ آوریل تا ۱۲ ژوئن ۲۰۱۸ در کابینه نیکول پاشینیان سمت وزیر کار و تأمین اجتماعی ارمنستان را برعهده داشت. 

## زندگی‌نامه
در ۳ آوریل ۱۹۷۸ ‏در آلاوردی به دنیا آمد و از دانشگاه دولتی علوم پرورشی خاچاطور آبوویان ارمنستان و دانشگاه دولتی علوم پرورشی خاچاطور آبوویان ارمنستان فارغ‌التحصیل شد. 